# Bogusław Kierc
Bogusław Kierc (ur. 22 stycznia 1943 w Bielsku) – polski poeta, krytyk literacki, aktor, reżyser, pedagog.

## Życiorys
Ukończył studia na Wydziale Aktorskim w Państwowej Wyższej Szkole Teatralnej w Krakowie. Debiutował jako poeta w 1961 r. na łamach prasy. W latach 1964–1966 współpracował z Zespołem MW 2. Na przełomie lat 60. i 70. XX w. należał do grupy literackiej Ugrupowanie 66 . Jako aktor związany jest Wrocławskim Teatrem Współczesnym w latach 1967–1973, 1976–1984 i od 2000 roku, jako reżyser – z Teatrem Banialuka w Bielsku-Białej. W 1965 roku zagrał jedną z dwóch głównych ról w filmie Andrzeja Wajdy Popioły – Krzysztofa Cedry. W latach 1990–1992 był dyrektorem artystycznym Teatru Współczesnego w Szczecinie. W Szczecinie wyreżyserował kilka sztuk, były to m.in. Żona Lota Szymborskiej, Figle Kobiet Szekspira, Klątwa Wyspiańskiego oraz Wzniosły upadek Anioła według Przybosia. Wiele lat wykładał w Państwowej Wyższej Szkole Teatralnej im. Ludwika Solskiego we Wrocławiu (przedmioty: wiersz, elementarne zadania aktorskie w planie żywym).

## Twórczość
- Nagość stokrotna (1971)
- Ciemny chleb (1973)
- Przyboś i (1976)
- Coraz weselsza, coraz mniej (1978)
- Teatr daremny (1980)
- Ktokolwiek (1980)
- Niewinność (1981)
- Rezurekcja (1982)
- Modlitwa przeciw rozpaczy (1985)
- Łagodny, miły (1986)
- Źródło światła (1988)
- Dla radości (1992)
- Wzniosły upadek anioła (1992)
- Boże cielę albo dziurka wesołości (1994)
- Sekundy (1994)
- Widzialne Niewidzialne (1996)
- Raz na zawsze (1997)
- Tyber z piaskiem (1997)
- Czary (1999)
- Zaskroniec (2003)
- Szewski poniedziałek (2005)
- Plankton (2006)
- Cło (2008)
- Rtęć (2010)
- Bazgroły dla składacza modeli latających (2010)
- Manatki (2013)
- Cię-mność (2014)
- Karawadżje (2016)
- Jatentamten (2017)
- Notespropera (2018)
- Osa (2019)

## Opracował
- Wiosny dziejowe Juliana Przybosia (wybór tekstów)
- Rafał Wojaczek, Utwory zebrane

## Odznaczenia, nagrody i nominacje
- 1978 – Złoty Krzyż Zasługi[2]
- 1996 – Złoty Krzyż Zasługi[2]
- 2006 – Krzyż Kawalerski Orderu Odrodzenia Polski[2][3]
- 2010 – Srebrny Medal „Zasłużony Kulturze Gloria Artis”[4]
- 2017 – Nagroda HENRYK
- 2018 – nominacja do Orfeusza – Nagrody Poetyckiej im. K.I. Gałczyńskiego za tom Jatentamten[5]
- 2019 – nominacja do Orfeusza – Nagrody Poetyckiej im. K.I. Gałczyńskiego za tom Notespropera[6]
- 2020 – nominacja do Nagrody Literackiej m. st. Warszawy za tom Osa[7]
- 2023 – Złoty Medal „Zasłużony Kulturze Gloria Artis”[4]
- 2023 – Złota Odznaka Honorowa Wrocławia[8]